# Olivier Marquès i Nebot
Olivier Marquès i Nebot (La Farga del Mig -Sant Llorenç de Cerdans-, 24 de març del 1968) és músic, compositor i intèrpret de saxòfon i tenora.

## Biografia
Nasqué i passà la infantesa a la Farga del Mig, un veïnat de Sant Llorenç de Cerdans. Estudià música al conservatori de Perpinyà, on va tenir per mestre de tenora Max Havart; i amplià la formació estudiant el saxòfon a l'Aula de Jazz de Barcelona. Després de ser segon tible de la cobla Els Casenoves durant dotze anys, el 2003 va ser fundador i actualment (2009) és arranjador i tenora de la cobla La Tres Vents. En les seves facetes de compositor, graller, instrumentista de tarota, tenora o saxofonista, ha col·laborat en un gran nombre d'iniciatives amb conjunts com la Pépères Band i Rafaël Marco & Amigos i artistes com Pascal Comelade, Jean Michel Llanes o Gerard Jacquet –a qui ha musicat en sardana una lletra– nord-catalans. Ha tocat en el quartet de tenores 4T (format per Marquès, Vicenç Vidalou, Boris Teixidor i Pierre-Emmanuel Dumas/Galdric Vicens) i l'any 2009 va participar en la Caravana Catalana d'intercanvi cultural, al sud d'Algèria.

## Obres
- Bluesy Sardan'es (2005), per a guitarra i cobla, enregistrada en el disc compacte Entre tradició i modernitat (Perpinyà: Ràdio Arrels, 2006)[11]
- El cicle per a quatre tenores, enregistrat pel quartet "Les 4 T" en el DC Entre tradició i modernitat
- Regal d'aniversari (2006), enregistrada per Albert Bueno en el DC Delícies de Cabestany

### Sardanes
- A l'amic Pere de Prats (2009)
- A la Farga del Mig
- Als dansaires de Sant Lloranc (2005)
- Balla! Sant Cebrià (2001)
- Can Bernat (1993), primera sardana
- El cant de la USAP (2008)
- El castell de Peyrestortes (2003), enregistrada per la cobla Tres Vents en el DC Fa temps va néixer una bandera (Cànoes: Octave, 2005)
- La danse de Sancho (2007)
- Delirium (2009), enregistrada per la cobla Contemporània amb Marquès a la tenora en el DC Contemporanis 7 (Barcelona: PICAP, 2009?)
- Fa temps va néixer una bandera (2002), enregistrada per la cobla la Principal del Llobregat en el DC Sardanes dels compositors de la Catalunya Nord 2 (Barcelona: Audiovisuals de Sarrià, 2008), n'hi ha una versió amb lletra de Gerard Jacquet
- Esperant a [sic] Roxane (2008)
- I passa el temps (2003), enregistrada a Fa temps...
- Un ocell sota el campanar (2004)
- Passejada entre els núvols (2007), dedicada a Max Havart, enregistrada a Sardanes dels compositors...2
- Per tu, Maria "Jeanne" (2006), enregistrada per la cobla Tres Vents en el DC Longues
- Poble d'Aragó (2003), enregistrada pels Casenoves al DC Les Casenoves 40 anys (Barcelona: Discmedi, 2004 ref. DM 1161-02)
- Primavera a Montpeller (2001), enregistrada a Les Casenoves 40 anys
- Quan els àngels et ploren (2009)
- Regal d'aniversari
- Rosselló alegre (2000), obligada de tible
- Sardan'a Cassagnes (2004), enregistrada per la cobla Contemporània en el DC Contemporanis 4 (Barcelona: PICAP, 2004 ref. 91.0431-02)
- Una sardana nova (2004), amb lletra de Gerard Jacquet
- Valmy, 30è aplec (2005)
- Verònica dels Banys (2005), enregistrada pels Casenoves, en el DC Casenoves 2 (Barcelona: Discmedi, 2006 ref. DM 1200-01-02)

## Gravacions
- Disc compacte Les Sergents Pépères Fanfare, Peperes Band, Olivier Marquès saxòfon solista (2004)[6]
- Ha col·laborat en peces dels discos Mètode de Rocanrol de Pascal Comelade (França: Because Music, 2008), Per tu ploro de Llorenç Solé i Sub.mersion de "Kanka" (França: Hammerbass, 2009)